# Giacinto Bosco
Giacinto Bosco (Santa Maria Capua Vetere, 25 gennaio 1905 – Roma, 11 ottobre 1997) è stato un politico italiano, docente universitario e Ministro della Repubblica Italiana, Giudice della Corte di Giustizia delle Comunità europee.

## Carriera politica
Laureato in giurisprudenza a Napoli nel 1925, dopo un primo periodo come vicesegretario del Ministero degli Affari esteri (1927-1932) ricoprì vari incarichi universitari (professore di diritto internazionale all'Università di Roma nel 1932, preside della facoltà di giurisprudenza dell'Università di Urbino sempre nel 1932, professore ordinario di diritto internazionale all'Università di Firenze dal 1933-1940).
Pur continuando la carriera universitaria, a partire dal 1948 iniziò anche ad occuparsi attivamente di politica ricoprendo vari incarichi tra cui:
- senatore (1948-1972)
- sottosegretario di Stato al Ministero della Difesa (1953-1958)
- vicepresidente del Senato (1958-1960)
- Ministro della pubblica istruzione (1960-1962)
- Ministro di grazia e giustizia (1962-1963)
- Ministro del lavoro e della previdenza sociale[1] (1963-1964 e 1966-1968)
- Ministro senza portafoglio con Compiti politici particolari e di coordinamento, con speciale riguardo alla presidenza della delegazione italiana all'ONU(1970)
- Ministro delle finanze[2] (1969-1970)
- Ministro delle poste e delle telecomunicazioni (1970-1972).

Dal 1972 al 1976 fu vicepresidente del Consiglio Superiore della Magistratura.
Dal 1976 al 1988 fu Giudice presso la Corte di Giustizia delle Comunità Europee.
Era il padre di Manfredi Bosco, deputato della Democrazia Cristiana dalla V alla IX legislatura e senatore nella X legislatura.